# مرزم العبور
مرزم العبور أو مرزم الشعرى أو بيتا الكلب الأكبر (بالإنجليزية: Beta Canis Majoris)‏ هي مجموعة من النجوم ذات تغيير لمعاني سريع جداً ينتمي إلى كوكبة الكلب الأكبر، ويرجع سبب الترجُّح في اللمعان إلى نبض النجم، تبلغ دورة التغيير الضوئي من 3 إلى 6 ساعات، ولا يزيد مقداره عن 0.2، ونجوم بيتا الكلب الأكبر تنتمي إلى العمالقة وتحت العمالقة ونوعها الطيفي بين B1,B2، وقد تم حتى الآن اكتشاف قرابة 40 نجم من هذه المجموعة.

## المصدر
- الموسوعة الفلكية